# Theneidae
Theneidae is een familie van sponsdieren uit de klasse van de Demospongiae (gewone sponzen). 

## Geslachten
- Annulastrella Maldonado, 2002
- Cladothenea Koltun, 1964
- Thenea Gray, 1867